# Brona (budownictwo)

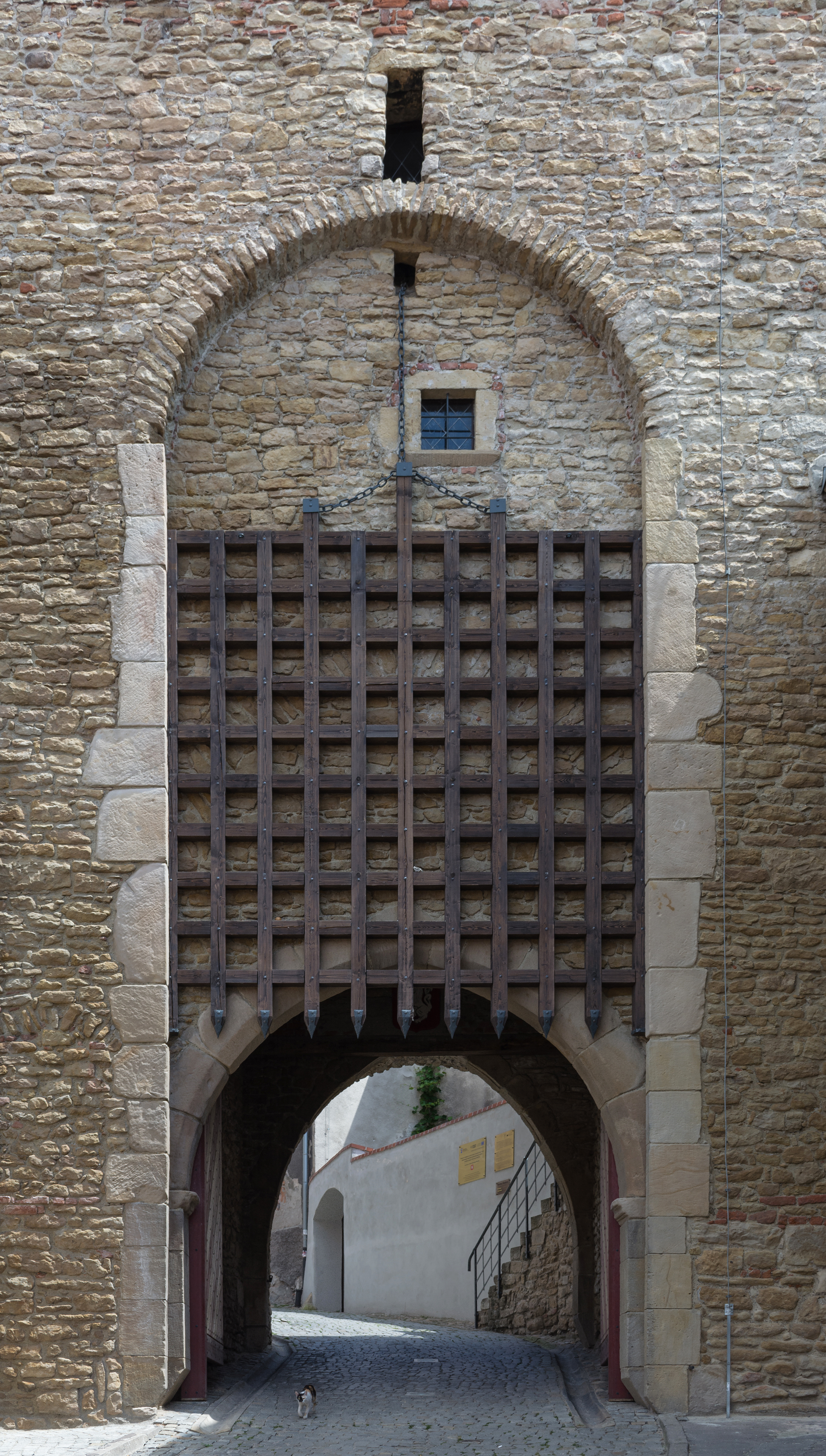
Brona w Bramie Wodnej w Bystrzycy Kłodzkiej

Brona – krata drewniana (zwykle okuta żelazem) lub żelazna zamykająca wejście przez bramę w murze obronnym lub zamku.
Średniowiecza brona była zawieszona na łańcuchach i unoszona, a w zamkach chroniona mostem zwodzonym i stołpem. Później zastąpiono ją organami, czyli zespołem pionowych belek opuszczanych i podnoszonych oddzielnie.
Kiedyś termin ten oznaczał też bramę warowną lub strzeżone przejście graniczne.
Brona występuje jako samodzielna figura heraldyczna (na przykład jako godło Henryka VII oraz na herbach książąt Beaufort) lub jako część bram na herbach (zwłaszcza miast).

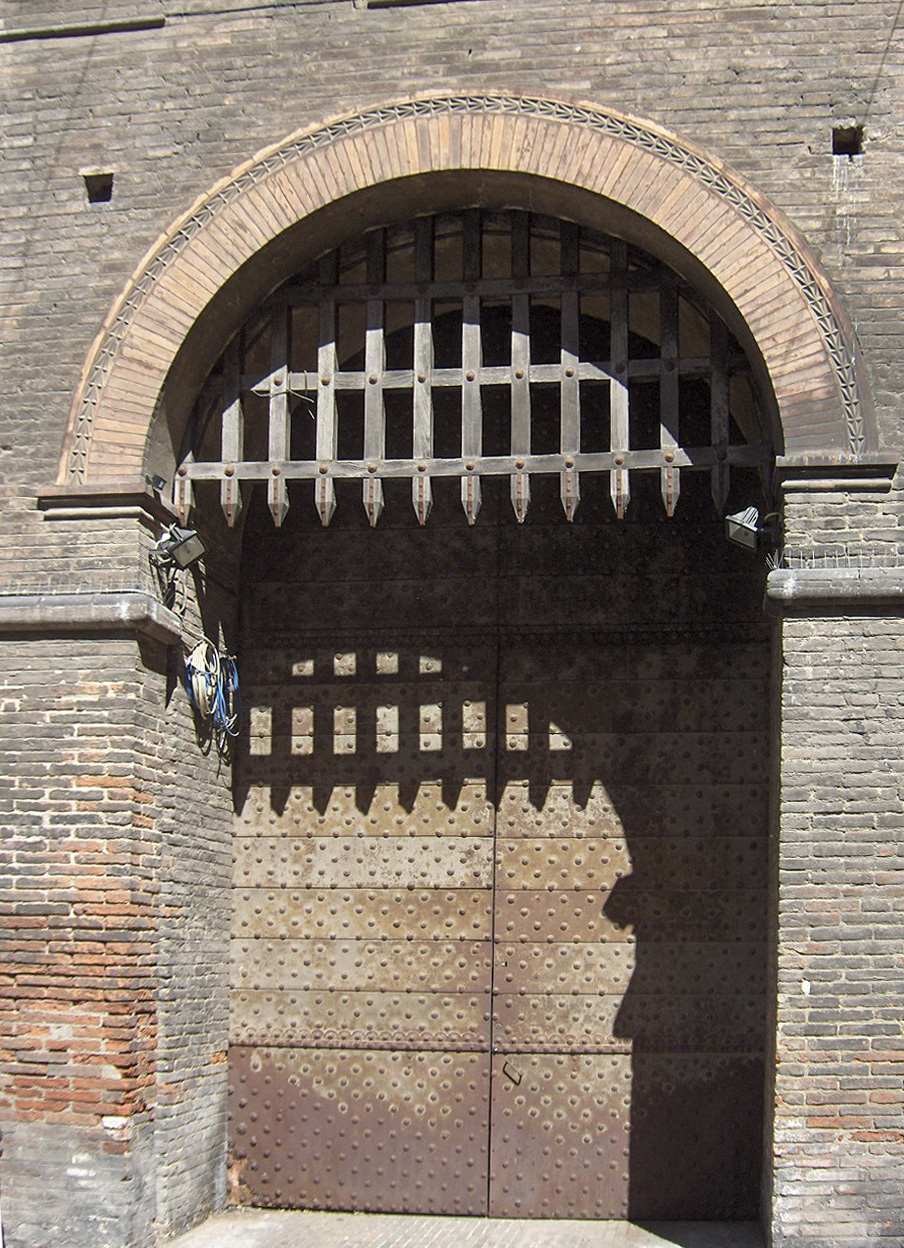
Jedna z bram Palazzo d'Accursio w Bolonii z podniesioną broną
Godło Henryka VII
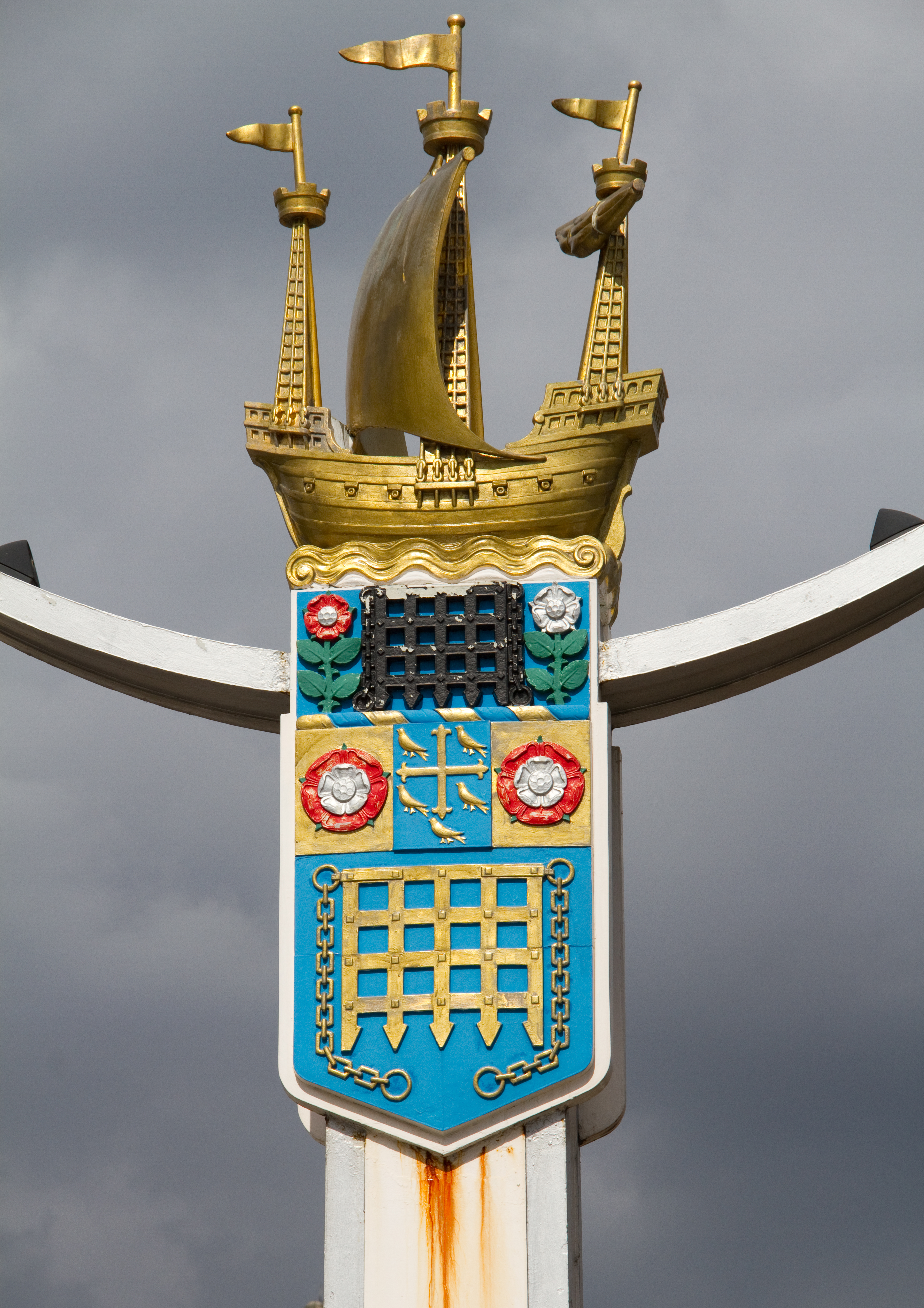
Herb Westminsteru z broną
Herb Bydgoszczy: W murze brama z broną złotą podniesioną...